# Сантехнический трос

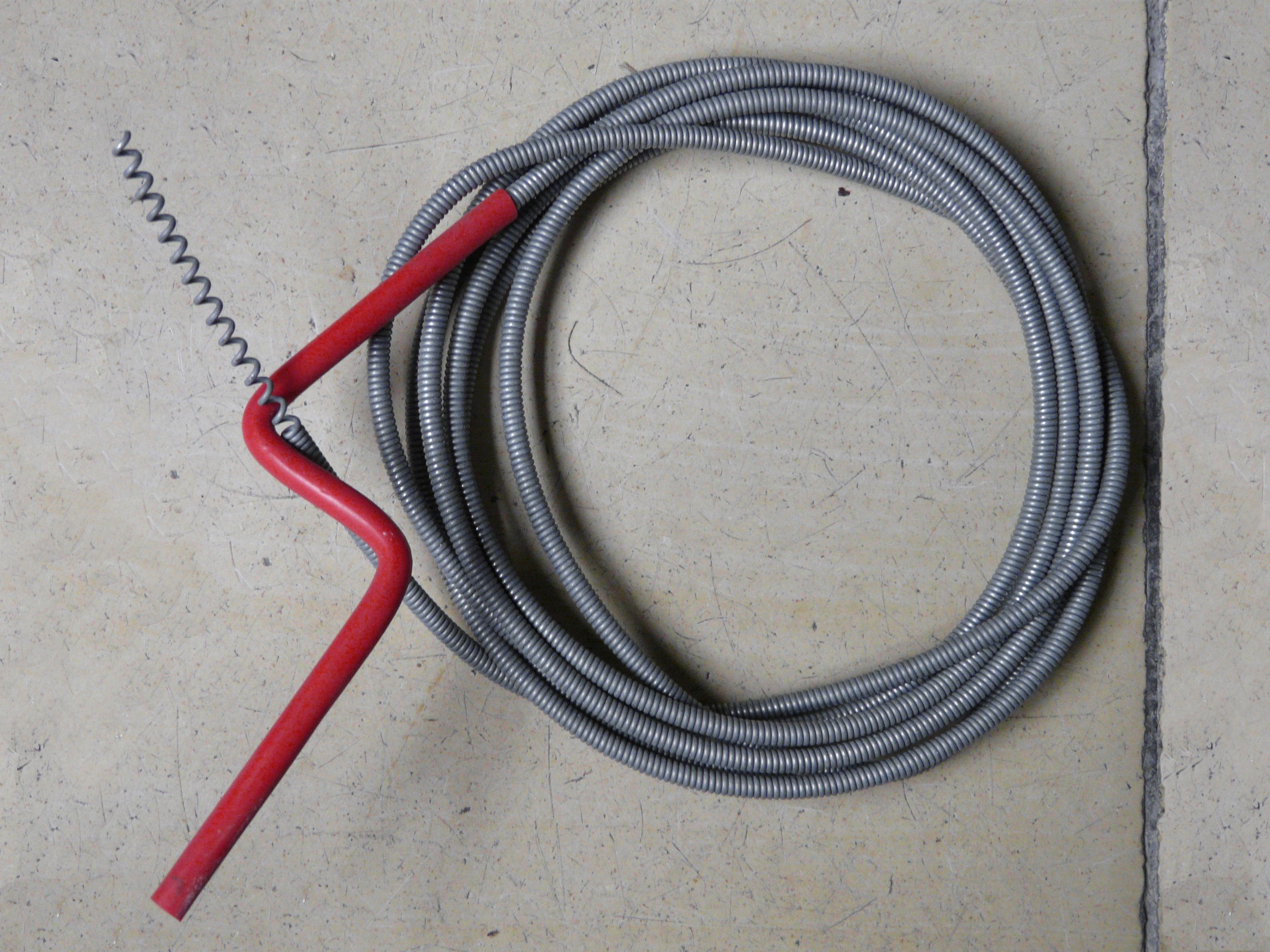
Сантехнический трос

Сантехнический трос — (жарг. «кобра») инструмент для прочистки канализационных трубопроводов и других трубопроводов от засоров механического характера как альтернатива вантузу и химическим средствам очистки трубопроводов. Иногда инструмент называют «коброй» из-за известных в России моделей REMS Cobra.￼￼

## Конструкция и применение

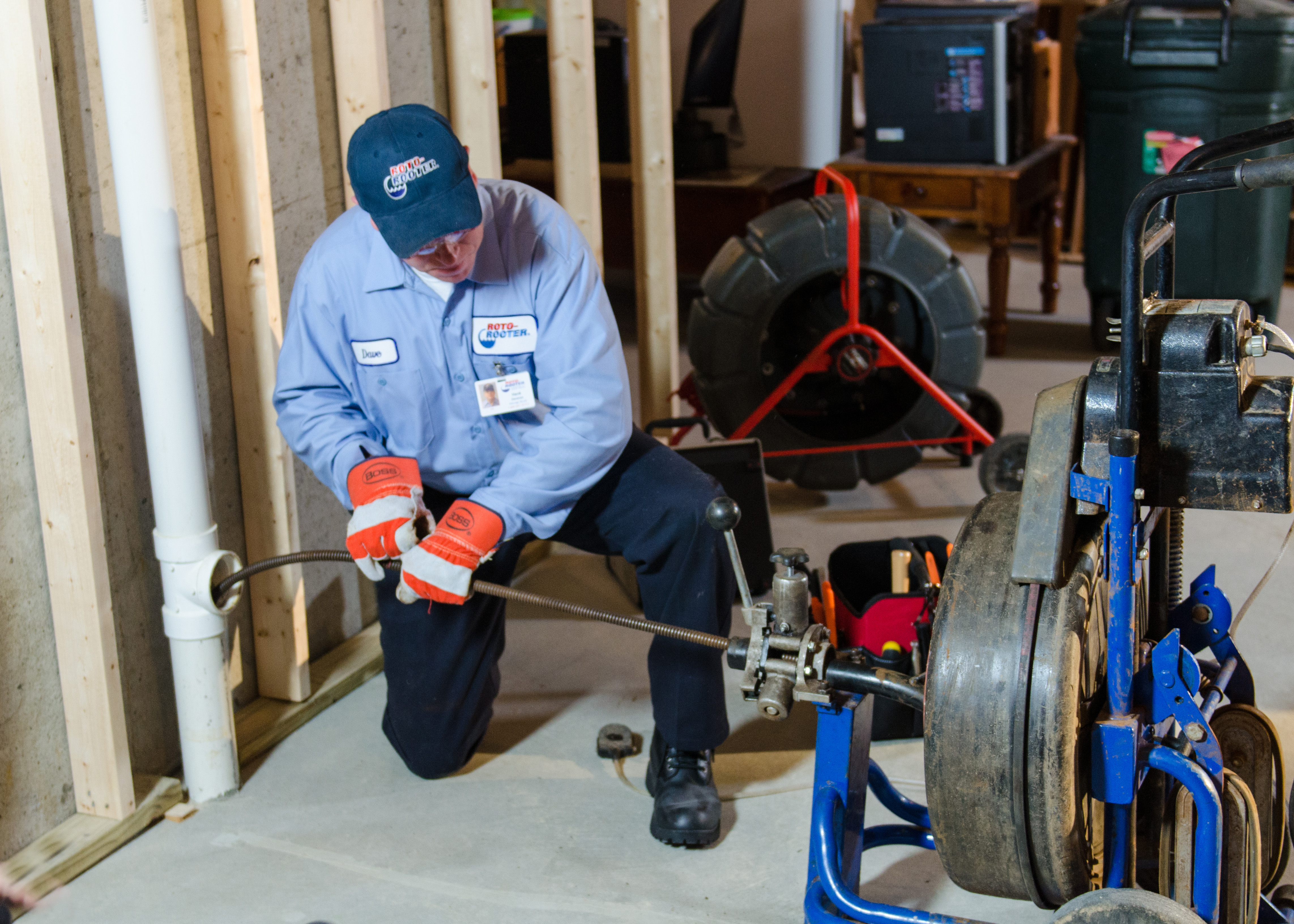
Профессиональный сантехнический трос

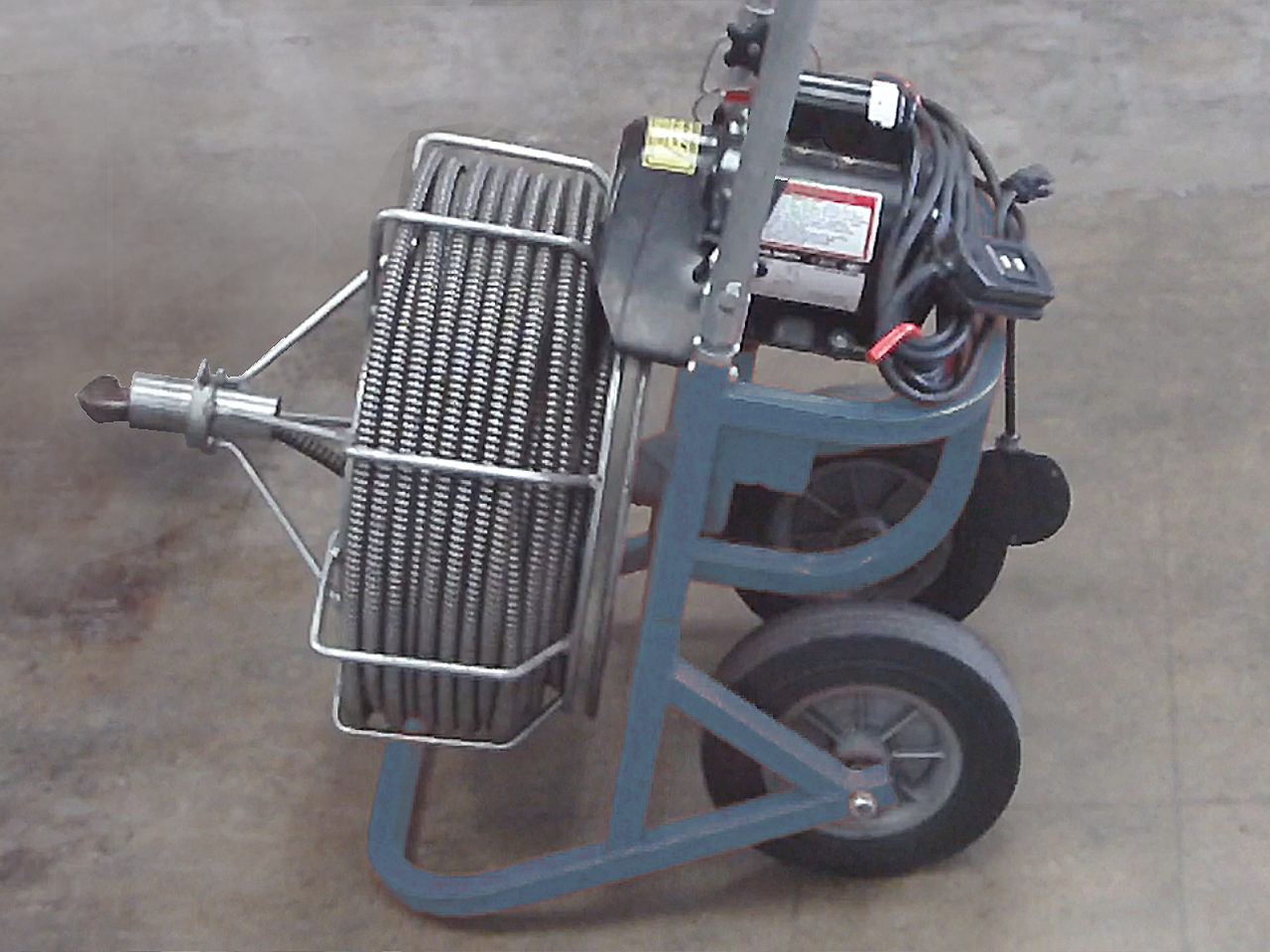
Сантехнический трос с электроприводом

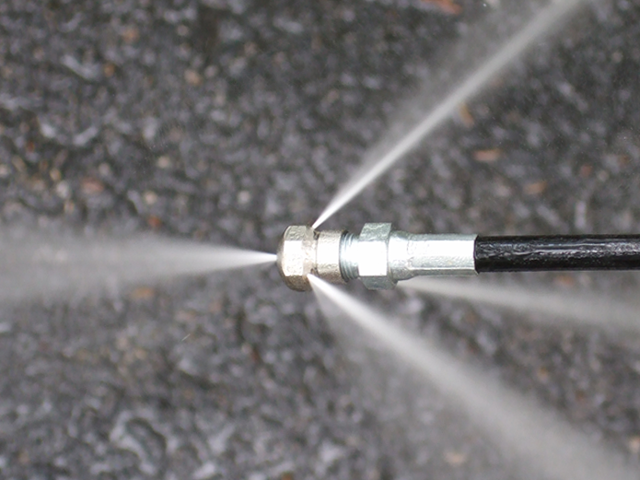
Насадка на мойку высокого давления для очистки канализации водой

Инструмент обычно состоит из металлической проволоки, свёрнутой в длинную пружину в виде троса (гибкого стержня). На рабочем конце инструмента между витками пружины имеются промежутки, а другой конец снабжён рукояткой, вращение которой передаётся по всему тросу. При этом рабочий конец троса ввинчивается в отложения внутри трубы подобно штопору, разрушая блокирующий объект либо позволяя извлечь объект из трубы при вытягивании троса обратно.
За счет гибкости сантехнический трос имеет возможность проходить по поворотам труб даже при изгибах до 180 градусов, например в унитазе.
Работа с инструментом не требует специальной квалификации, главное правильно подобрать длину и диаметр троса.

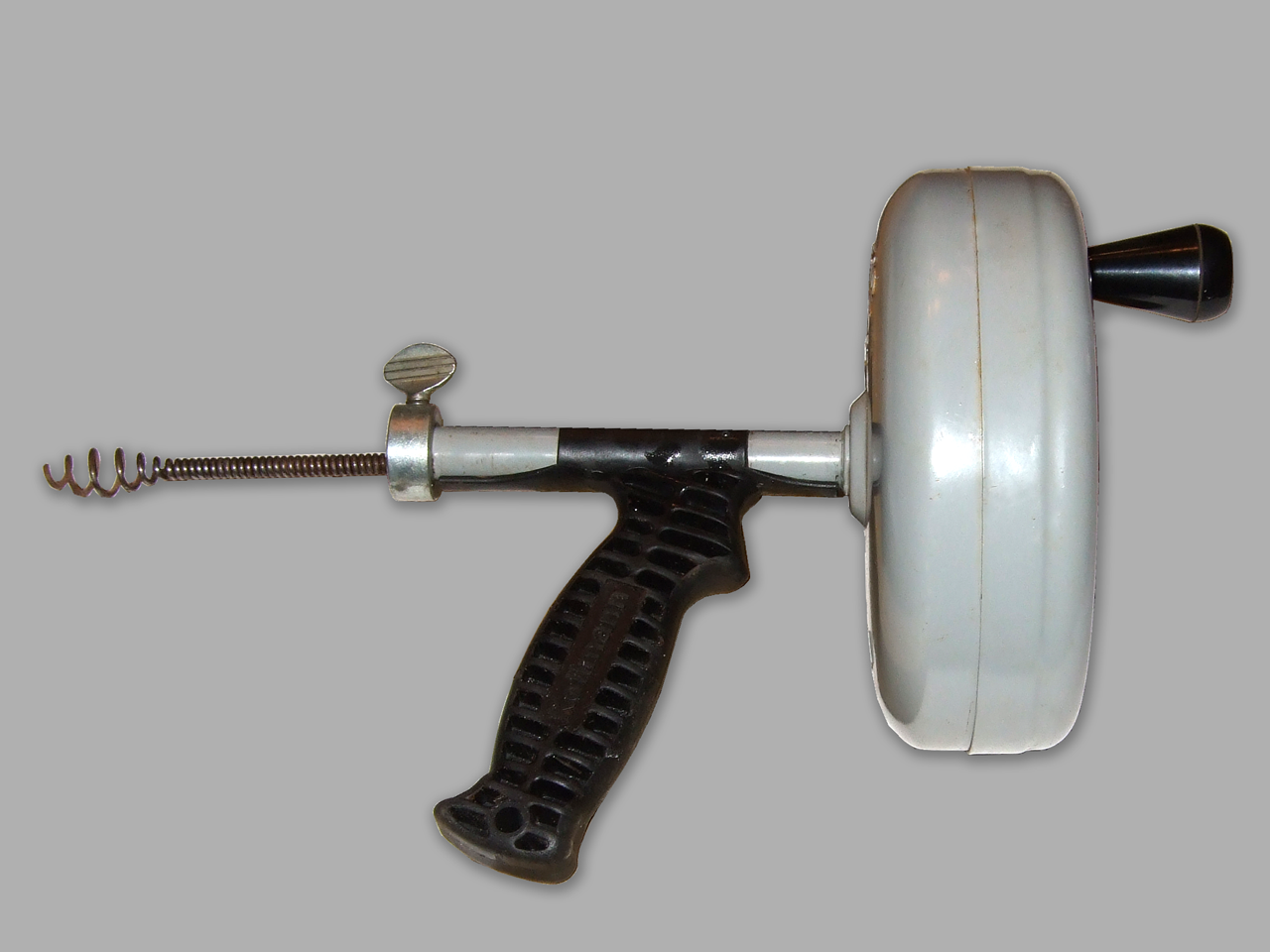
Ручной инструмент с тросом скрученным внутри барабана

Простейшим сантехническим тросом управляют вручную, но профессиональные сантехники используют и моторизованные устройства.

## История изобретения
В 1896 году Джон Ригли (англ. John Wrigley) получил американский патент на вариант сантехнического троса с изогнутым отрезком трубы около рукоятки для предотвращения повреждений унитаза при вращении троса.
Рекламировался как новинка в начале XX века.